# 公營住宅

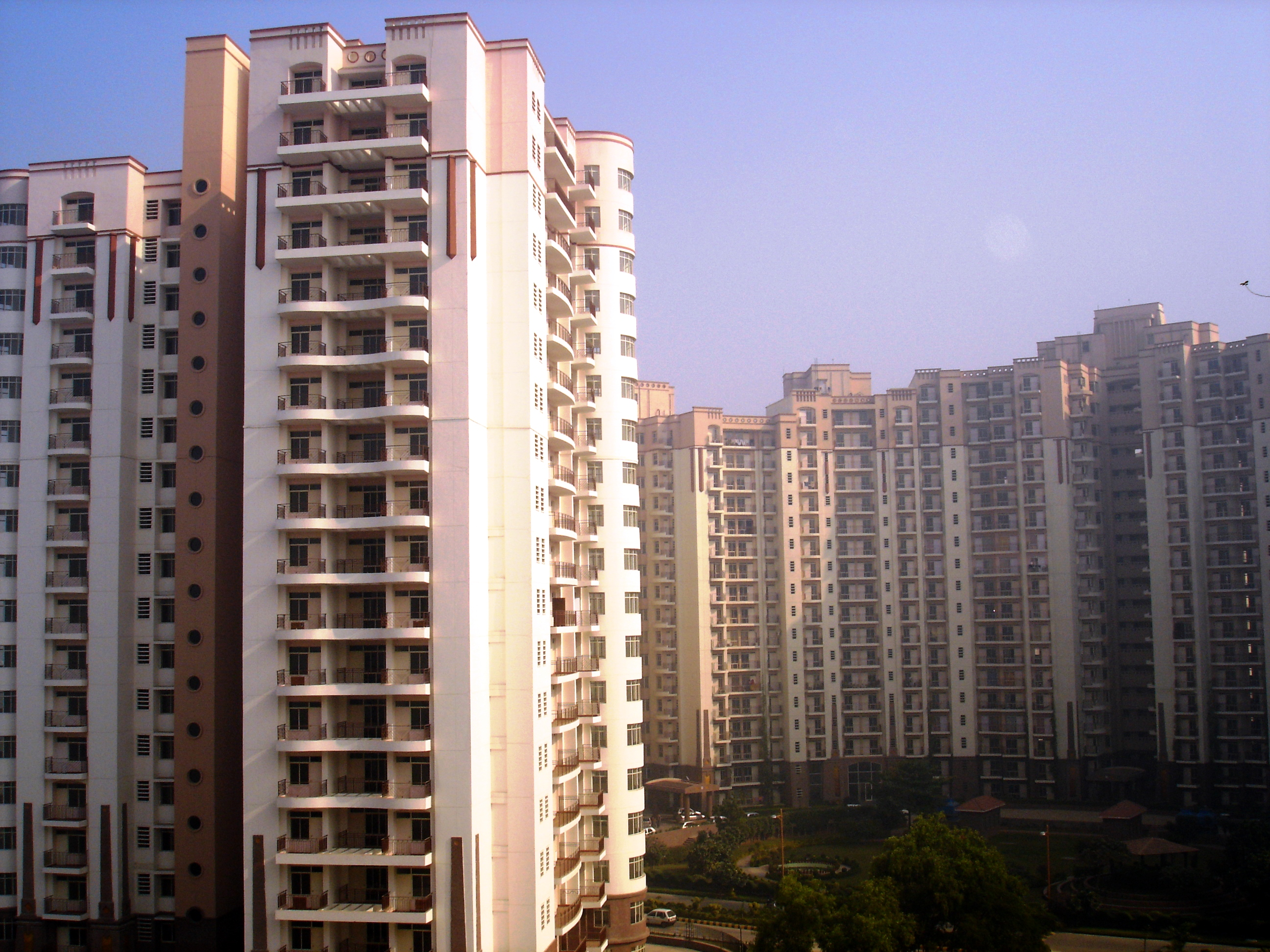
印度古爾岡的公共住宅

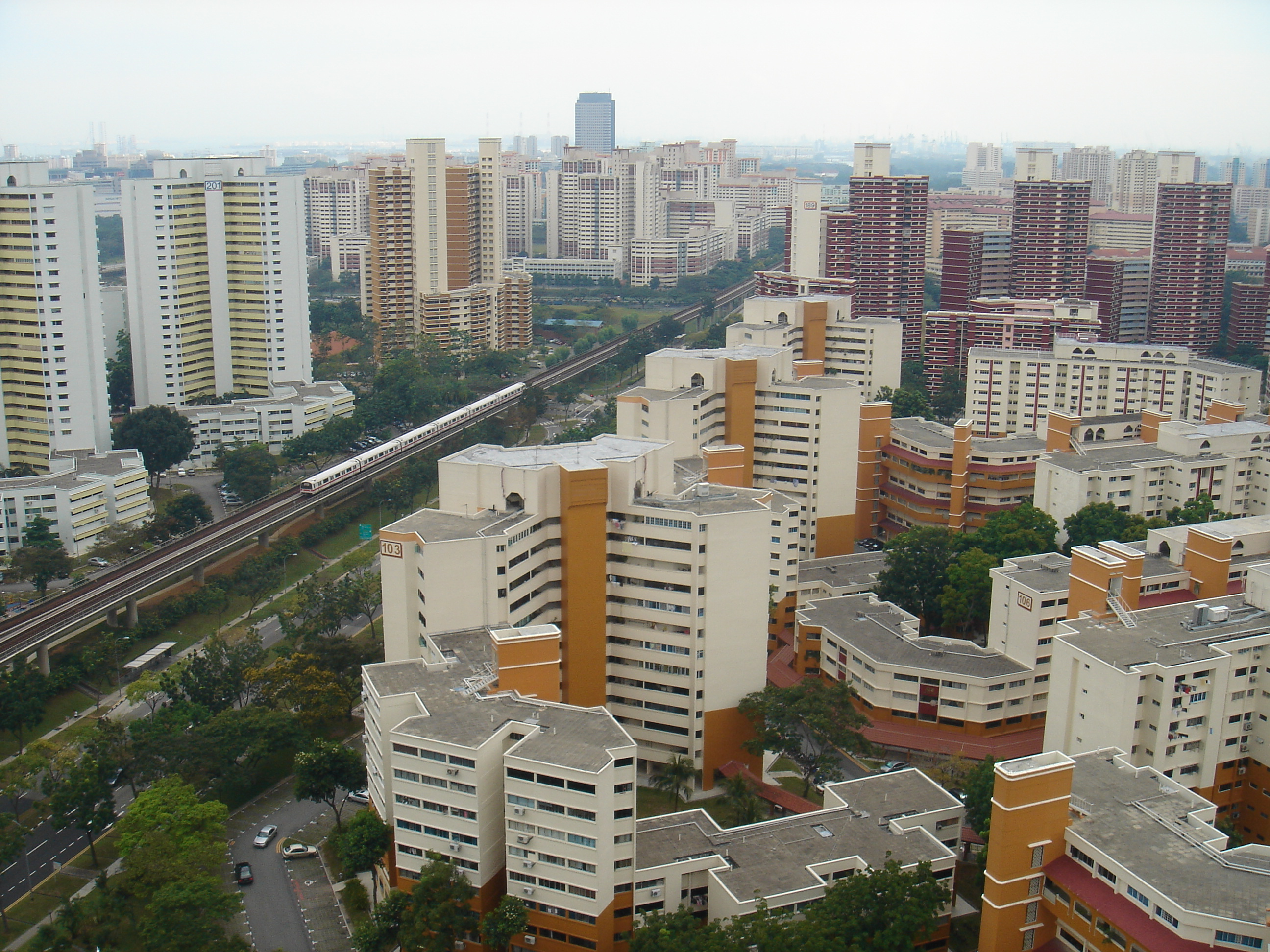
新加坡組屋

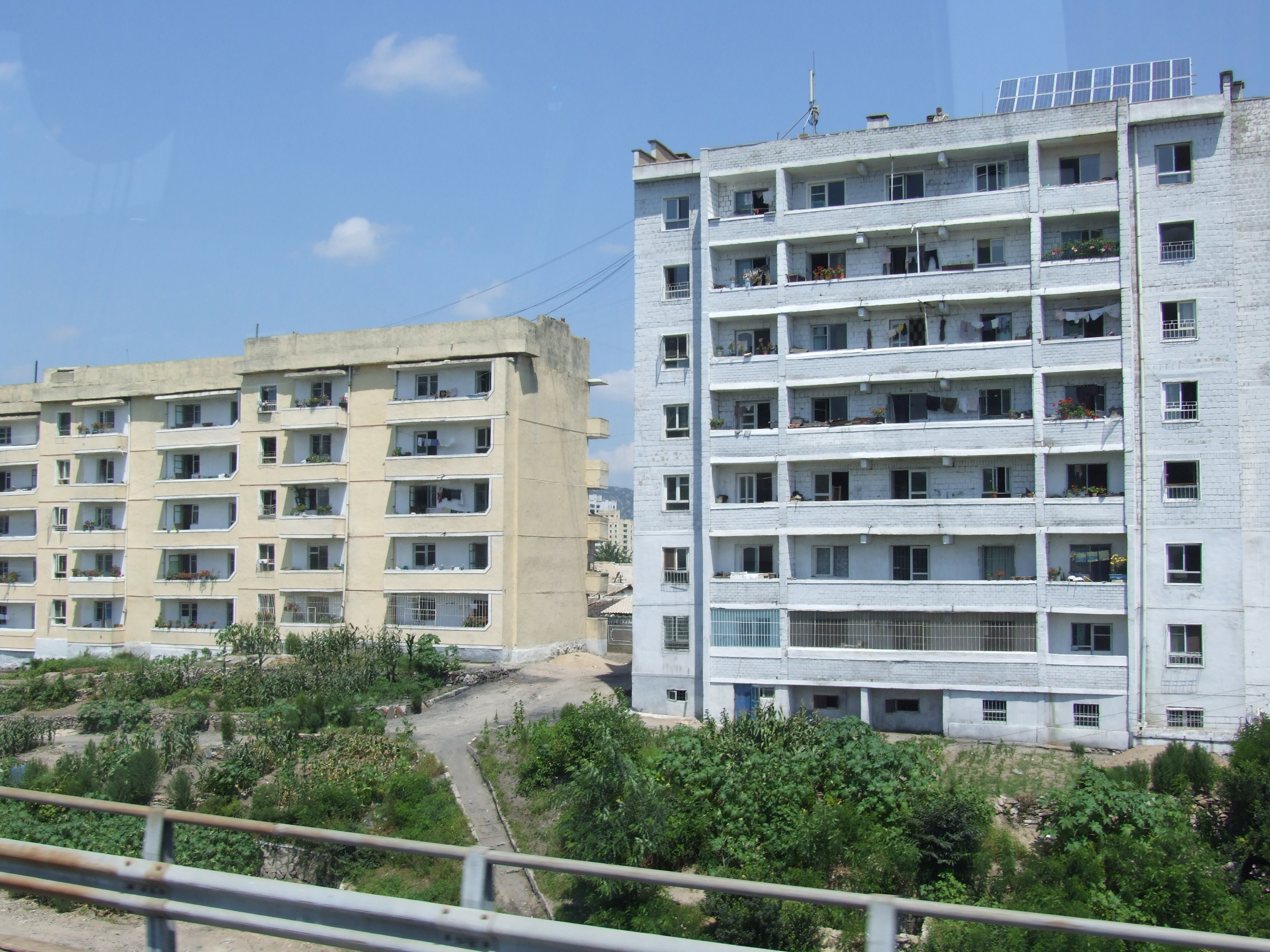
朝鮮開城的公屋

公共住宅（英語：Public Housing），又稱公營住宅、公營房屋、公營屋邨，簡稱公宅、公屋，是指政府直接興建或委託第三方建造的住宅。世界各地的形式有所不同，通常是公寓型態，由政府出資，以廉價金額出租(社會住宅)或販售予民眾，尤其是低收入居民。

## 名詞差異解釋
公營住宅在各個使用中文的地區有不同稱呼，中國大陸称为廉租房，香港稱為公共屋邨（簡稱公屋，「邨」是「村」的本字，但後世更通行俗字，此二字在香港用法不同），澳門稱為社會房屋，臺灣稱為國民住宅（簡稱國宅）、公營住宅、合宜住宅、社會住宅等，在新加坡和馬來西亞則稱為组屋（flat）。
在歐洲亦稱之為「社會出租住宅」（Social Rented Housing），是指政府直接興建、補助興建或民間擁有之適合居住房屋，採「只租不賣」模式，以低於市場租金或免費出租給所得較低的家戶或特殊的弱勢對象的公營住宅。此一名詞定義僅為概念指稱，各國中央與地方政府實際運作所使用之名稱不盡相同，例如美國稱之為、日本稱公營住宅。

## 原计划经济地区

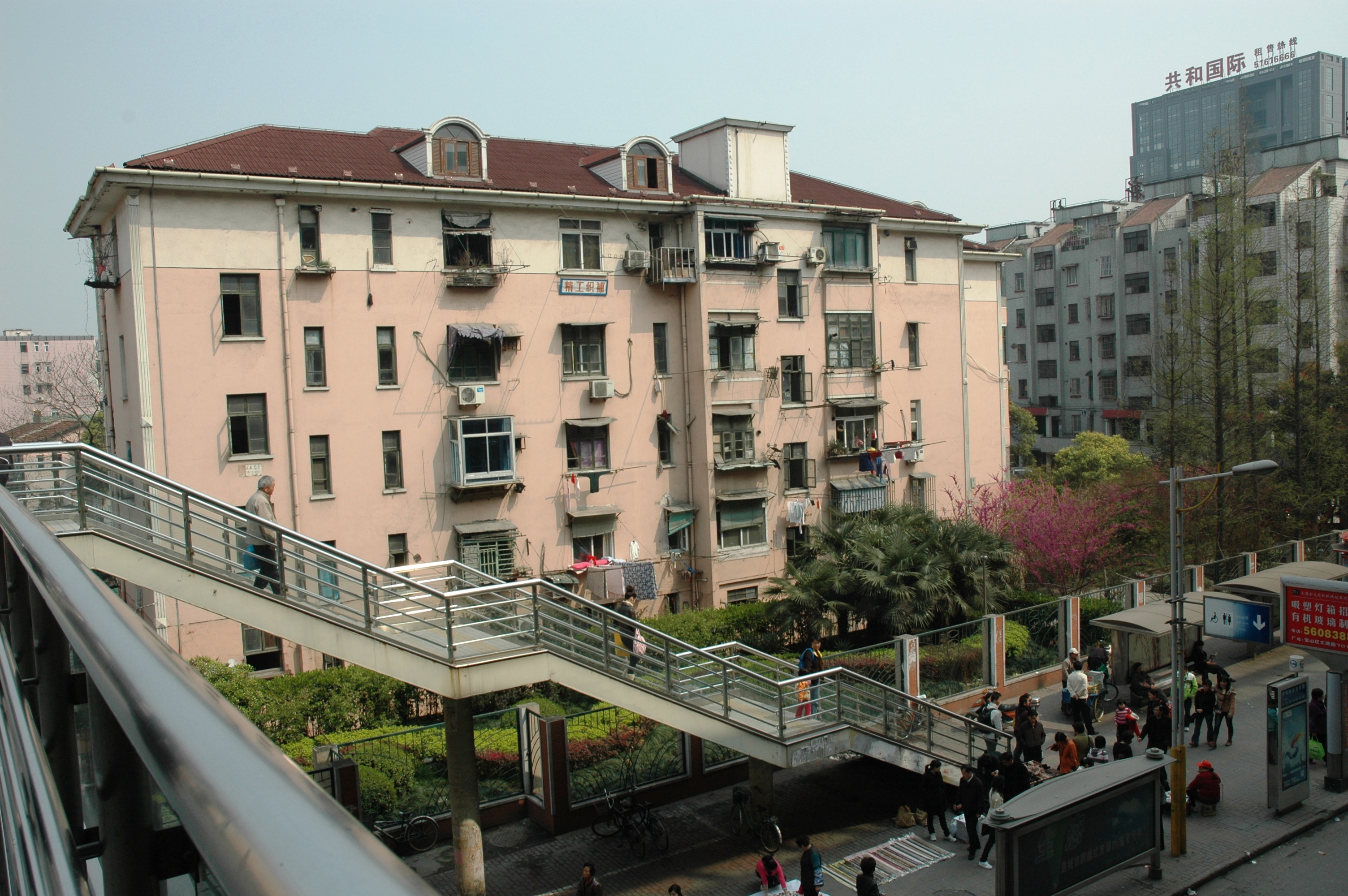
上海市彭浦新村的老公房

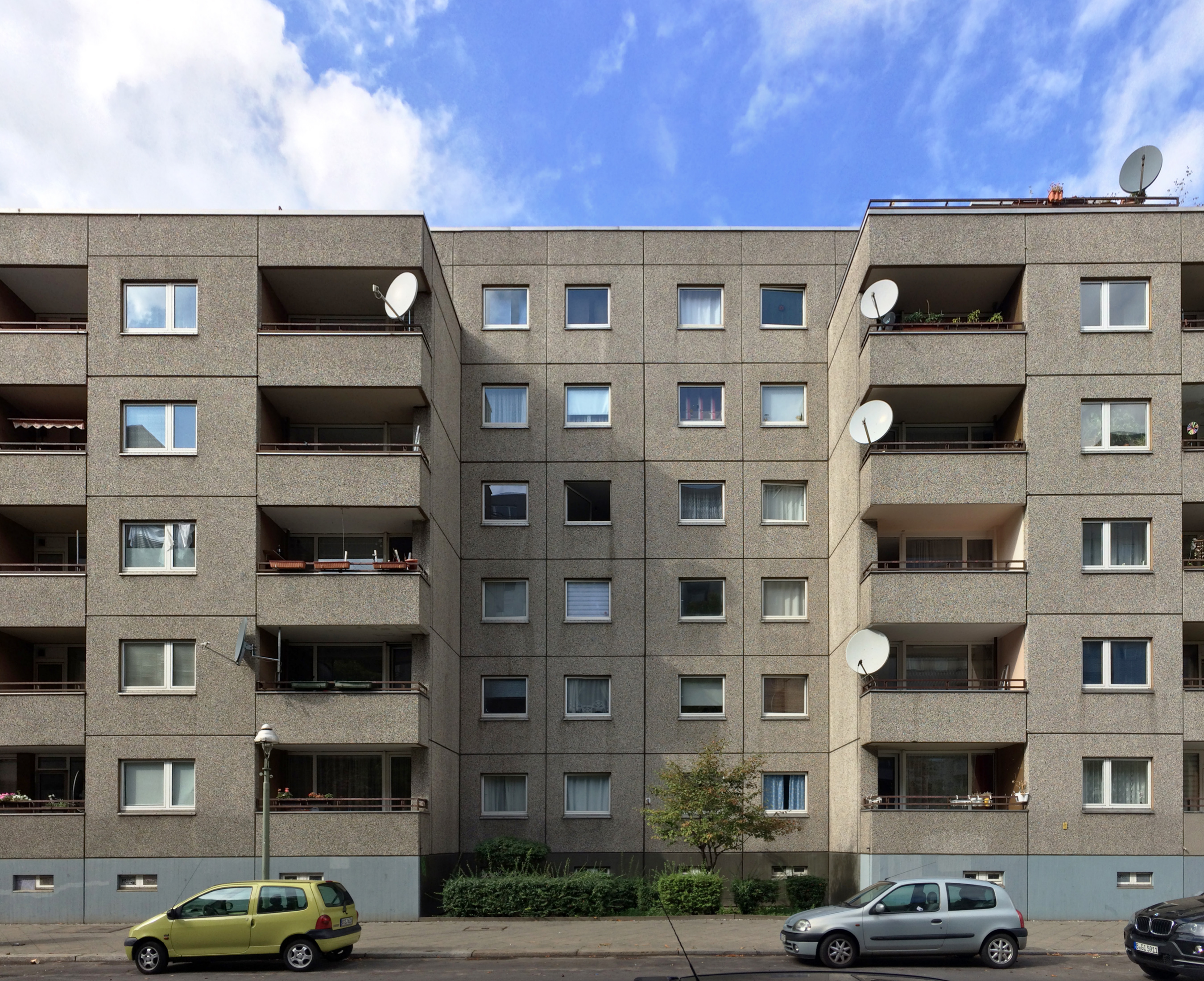
柏林一处东德时代遗留的 Plattenbau

### 中国大陆
1950年代中共在中国大陆实行计划经济后，建立了与其匹配的公有住房（公房）制度。这类住宅由国家统一从财政预算中拨款，并由国营企事业单位负责投资、施工管理、分配；房屋使用人通常为国营企事业的职工及家人，根据其职称分配不同规格的公房，并按月缴纳房租。但由于公房的租金极低，实际上对住户而言近乎于无偿使用。由于该类公房长期实行无偿分配和低租金的福利体制，严重影响国家财政及后续投资，导致1970年代末全国主要城市面临住房短缺的问题；同时奉行“平均主义”的分配制度亦为腐败行为提供了温床。
改革开放后，中国政府对土地及房屋制度进行改革，将房屋商品化。这种建于房屋制度改革前的公有住房因此也被称为老公房。原则上老公房无法自由买卖，但业主可在买下产权后出售（称为公房买卖），但出售需经过当地房屋管理部门乃至国资委同意。但由于部分地方的公房管理制度不完善，信息化程度较低，形成了漏洞并滋生贪污腐败问题或家庭纠纷。
保障性住房是指政府在对中低收入家庭实行分类保障过程中所提供的限定供应对象、建设标准、销售价格或租金标准，具有社会保障性质的住房。一般由廉租住房、经济适用住房和政策性租赁住房构成。
- 經濟適用房（出售）
- 廉租房（出租）

### 苏联
赫鲁晓夫楼：苏联在20世纪60年代的尼基塔·赫鲁晓夫执政时期大量兴建，并以他的名字命名，在南斯拉夫、中国、朝鮮等一些社会主义国家中也有效仿。中国大陆尤其是东北地区二十世纪五六十年代一些工业区所兴建的职工住宅也属于此类，在中国被称为“筒子楼”。

### 东德
- Plattenbau（英语：Plattenbau）

## 其它地区

### 香港
香港公共房屋由1948年成立的非牟利機構香港房屋協會開始，並於1952年建成了香港首批公共房屋上李屋邨和模範邨。1953年12月發生石硤尾大火，政府建造了鮑寧平房，自此香港政府的公共房屋計劃正式展開，此後就有大量公共房屋的落成。1953-1973年期間香港政府的公共房屋由香港屋宇建設委員會、徙置事務處及工務司署等三個建屋機構提供，1973年4月港督麥理浩為推行「十年建屋計劃」遂將該3個建屋機構合併成為香港房屋委員會及房屋署；所以香港公屋現由香港房屋委員會和香港房屋協會興建，現該兩家公營房屋興建機構都有不同類型的公共房屋計劃，其中最普遍及影響最為深遠的為出租公共房屋，即公共屋邨（公屋），其次出售的資助房屋名稱是居者有其屋計劃（居屋）。

### 澳門
澳門社會房屋始於1928年8月。澳門台山區一破舊的貧民屋發生大火，澳門政府後來便在原址重建了一系列小平房，澳門的社會房屋就始而來。澳門社會房屋現在由澳門特別行政區政府房屋局策劃、興建、銷售／出租及管理。澳門社會房屋共分3類：社會房屋（出租）、經濟房屋（出售）及臨時收容中心。住宅單位主要為T1-T3戶型（一房兩廳至三房兩廳）；自2008年永寧廣場大廈落成後，房屋局不再提供T4戶型（四房兩廳）的單位。現時全澳最大的社會房屋（社屋）屋邨是位於路環石排灣社屋樂群樓（Edificio Lok Kuan），共有4,672個單位。澳門出售的資助房屋名稱是經濟房屋，大致相當於香港的居者有其屋（居屋）計劃。

### 马来西亚和新加坡
新加坡建屋發展局（簡稱HDB）承擔建築的組屋，為大部分新加坡人的住所。
馬來西亞的組屋大部分分布在大城市，如吉隆坡、檳城、新山等，大部分為二房式，多提供給中下階層及貧窮家庭居住。馬來西亞的組屋逐漸減少，政府興建人民組屋代替組屋。人民組屋與組屋的不同點是人民組屋的住戶不擁有房子的擁有權，房子擁有權是政府，政府以租借的方式給予那些在零度木屋計畫下，被迫搬走的家庭居住。住戶每個月必須繳交房租給政府。

### 臺灣

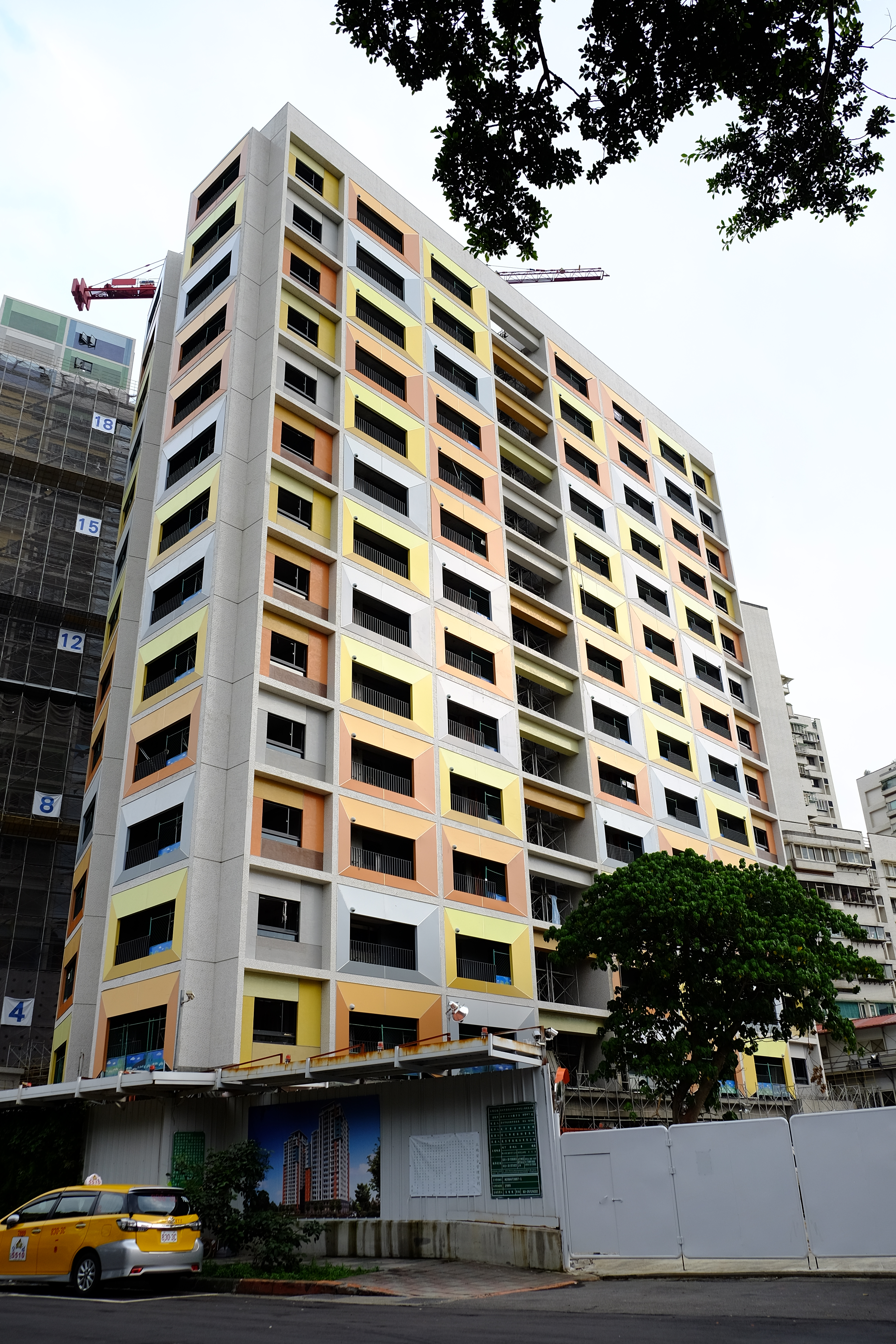
臺北市萬華青年公共住宅（2018年）

台灣在第二次世界大戰後，因應人口的激增、以及1980年代以來眷村住宅的老舊化，遂在各地興建規模不一的國民住宅。民國65年（1976年）起興建約39萬餘戶，協助約158萬人解決居住問題，多由地方政府成立專責單位（如國宅局）負責興建，主要分為三種，一種是老舊眷村改建、多以「○○新村」命名的住宅社區，第二種是服務公教人員及其眷屬的住宅社區，第三種是開放民間認購的國宅社區，第三種的數量極少。
1990年代後期以來，由於市場餘屋量增加，為了避免「官商勾結的弊病橫生」與「與民（民間建商）爭利」的可能性，除了眷村改建案外，政府便不再大規模建設國宅。
2010年代起，由於建商及房地產業炒作造成都市房價過高，政府透過公辦民營興建合宜住宅（販賣）、台灣社會住宅（出租）為導向的公共住宅，但又有官商勾結的現象產生。

### 日本
同樣自第二次世界大戰後，日本各地興起建造公營住宅的風潮，其中的大多數皆透過日本政府出資的特殊法人「日本住宅公團」（今 都市再生機構）負責興建，另有不少類型是地方政府或公營事業機構的宿舍，由這些公營住宅構成的社區被統稱為住宅團地，簡稱「團地」。

### 
韓國的公營住宅分為兩種：一種是由首爾市政府成立的首爾住宅及社區公社（SH公社）興建的公營住宅，另一種是由國土交通部成立的韓國土地住宅公社（LH公社）興建的公營住宅。

### 英国
英國於1919年通過《1919年房屋法案》，規定政府需要為低收入市民提供議會房屋（英文為council house）。1980年代以後，政府減少興建議會房屋，取而代之的是由慈善機構組成的房屋協會興建的房屋。

## 文內注釋與參考文獻
1. ↑  .   [2015-06-02]. （原始内容存档于2017-06-29）.
2. ↑  .   [2014-06-28]. （原始内容存档于2014-08-21）.
3. 1 2  贾绍华. . 中国财政经济出版社.   [2019-03-27]. ISBN 9-787-5095-4636-9. （原始内容存档于2021-07-26）.
4. ↑  . 腾讯网. 2014-11-25  [2019-03-27]. （原始内容存档于2019-05-13）.
5. ↑  . 凤凰网. 2017-11-21  [2019-03-27]. （原始内容存档于2019-05-13）.
6. ↑  . 上海市第二中级人民法院.   [2019-03-27]. （原始内容存档于2019-03-27）.

## 外部連結
- 澳門政府房屋局 （页面存档备份，存于）
- 新加坡建屋發展局 （页面存档备份，存于）
- 日本都市再生機構 （页面存档备份，存于）
- 臺北市政府都市發展局 （页面存档备份，存于）
- 香港房屋委員會及房屋署 （页面存档备份，存于）